# Regering-Vanden Boeynants II
De regering-Vanden Boeynants II (20 oktober 1978 - 3 april 1979) was een Belgische regering. Het was een coalitie tussen de (CVP/PSC) (56 en 24 zetels), de BSP/PSB (62 zetels), de Volksunie (20 zetels) en het FDF (15 zetels).
De regering volgde de regering-Tindemans IV op na het onstlag van premier Leo Tindemans en werd opgevolgd door de regering-Martens I na de vervroegde verkiezingen van 17 december 1978. 

## Samenstelling
De regering bestond uit 22 ministers en 7 staatssecretarissen. De CVP had 5 ministers en 2 staatssecretarissen, BSP/PSB had 9 ministers en 3 staatssecretarissen, PSC had 4 ministers, de VU en het FDF hadden beide 2 ministers en 1 staatssecretaris.
| Ambtsbekleder       | Ambtsbekleder | Ambtsbekleder                     | Functie en bevoegdheden | Partij      |
| Kernkabinet         | Kernkabinet   | Kernkabinet                       | Kernkabinet | Kernkabinet |
| ------------------- | ------------- | --------------------------------- | --- | ----------- |
|                     |               | Paul Vanden Boeynants (1919-2001) | Premier Landsverdediging | PSC         |
|                     |               | Léon Hurez (1924-2004)            | Vicepremier Openbaar Ambt | PSB         |
|                     |               | Renaat Van Elslande (1916-2000)   | Vicepremier Justitie | CVP         |
| Ministers           |               |                                   | |             |
|                     |               | Henri Simonet (1931-1996)         | Buitenlandse Zaken | PSB         |
|                     |               | Willy Claes (1938)                | Economische Zaken | BSP         |
|                     |               | Alfred Califice (1916-1999)       | Sociale Voorzorg | PSC         |
|                     |               | Jos Chabert (1933-2014)           | Verkeerswezen | CVP         |
|                     |               | Jef Ramaekers (1923-2004)         | Nationale Opvoeding | BSP         |
|                     |               | Antoine Humblet (1922-2011)       | Landbouw en Middenstand | PSC         |
|                     |               | Rika De Backer (1923-2002)        | Nederlandse Cultuur en Vlaamse Aangelegenheden                                                                                     | CVP         |
|                     |               | Joseph Michel (1925-2016)         | Nationale Opvoeding | PSC         |
|                     |               | Luc Dhoore (1928-2021)            | Volksgezondheid en Leefmilieu | CVP         |
|                     |               | Gaston Geens (1931-2002)          | Financiën | CVP         |
|                     |               | Hector De Bruyne (1917-1995)      | Buitenlandse Handel | VU          |
|                     |               | Lucien Outers (1924-1993)         | Ontwikkelingssamenwerking | FDF         |
|                     |               | Léon Defosset (1925-1991)         | Posterijen, Telegrafie en Telefonie en Brusselse Aangelegenheden                                                                   | FDF         |
|                     |               | Jos Wijninckx (1931-2009)         | Pensioenen | BSP         |
|                     |               | Guy Spitaels (1931-2012)          | Tewerkstelling en Arbeid | PSB         |
|                     |               | Rik Boel (1931-2020)              | Binnenlandse Zaken | BSP         |
|                     |               | Rik Vandekerckhove (1932-1990)    | Wetenschapsbeleid | VU          |
|                     |               | Jean-Maurice Dehousse (1936-2023) | Franse Cultuur | PSB         |
|                     |               | Guy Mathot (1941-2005)            | Openbare Werken en Waalse Aangelegenheden                                                                                          | PSB         |
| Staatssecretarissen |               |                                   | |             |
|                     |               | Henri Simonet (1931-1996)         | Streekeconomie, toegevoegd aan de minister van Brusselse Aangelegenheden                                                           | PSB         |
|                     |               | Alfred Califice (1916-1999)       | Sociale Zaken, toegevoegd aan de minister van Waalse Aangelegenheden                                                               | PSC         |
|                     |               | Robert Urbain (1930-2018)         | Streekeconomie, toegevoegd aan de minister van Waalse Aangelegenheden                                                              | PSB         |
|                     |               | Mark Eyskens (1933)               | Begroting en Streekeconomie, toegevoegd aan de Eerste Minister en de minister van Vlaamse Aangelegenheden                          | CVP         |
|                     |               | Ferdinand De Bondt (1923-2014)    | Hervorming der Instellingen, toegevoegd aan vice-eerste minister Renaat Van Elslande                                               | CVP         |
|                     |               | François Persoons (1925-1981)     | Franse Cultuur, toegevoegd aan de minister van Franse Cultuur                                                                      | FDF         |
|                     |               | Roger De Wulf (1929-2016)         | Economische Zaken en Sociale Zaken, toegevoegd aan de minister van Economische Zaken en de minister van Vlaamse Aangelegenheden    | BSP         |
|                     |               | Jacques Hoyaux (1930-2013)        | Hervorming der Instellingen, toegevoegd aan vice-eerste minister Léon Hurez                                                        | PSB         |
|                     |               | Vic Anciaux (1931-2023)           | Nederlandse Cultuur en Sociale Zaken, toegevoegd aan minister van Nederlandse Cultuur en de minister van Brusselse Aangelegenheden | VU          |